# Interacción biológica
Las interacciones biológicas son las relaciones que establecen los organismos en una comunidad biológica dentro de un ecosistema. Las interacciones pueden darse entre individuos de diferente especies (interacciones interespecíficas), o entre la misma especie (interacciones intraespecíficas). En un ecosistema no existen organismos totalmente aislados de su entorno. Estos son parte del medio ambiente, rico en elementos no vivos —materia inorgánica— y en otros organismos de la misma o de otras especies, con los cuales forman múltiples interacciones. Las relaciones entre las especies pueden ser muy diversas, y varían desde peleas físicas o por recursos y servicios (competencia), hasta la cooperación de ambas especies para vivir en un beneficio mutuo (mutualismo).

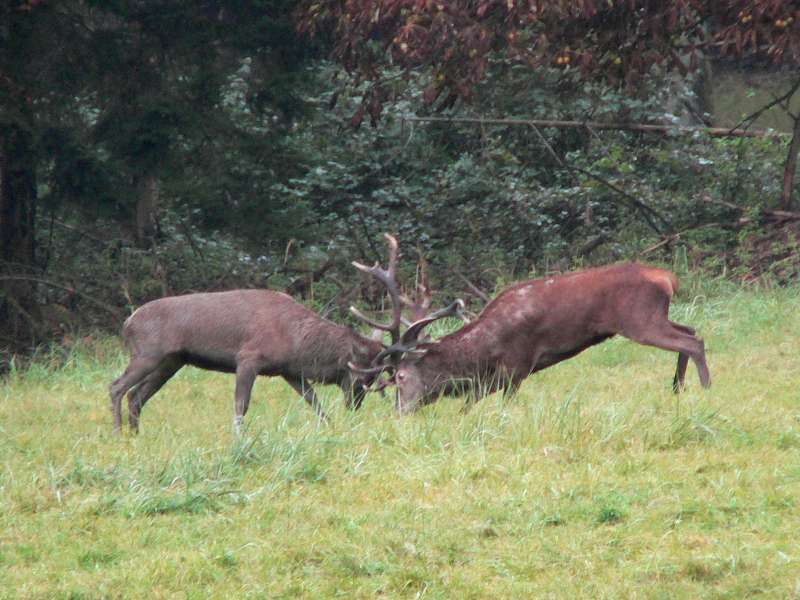
Competencia entre dos ciervos machos

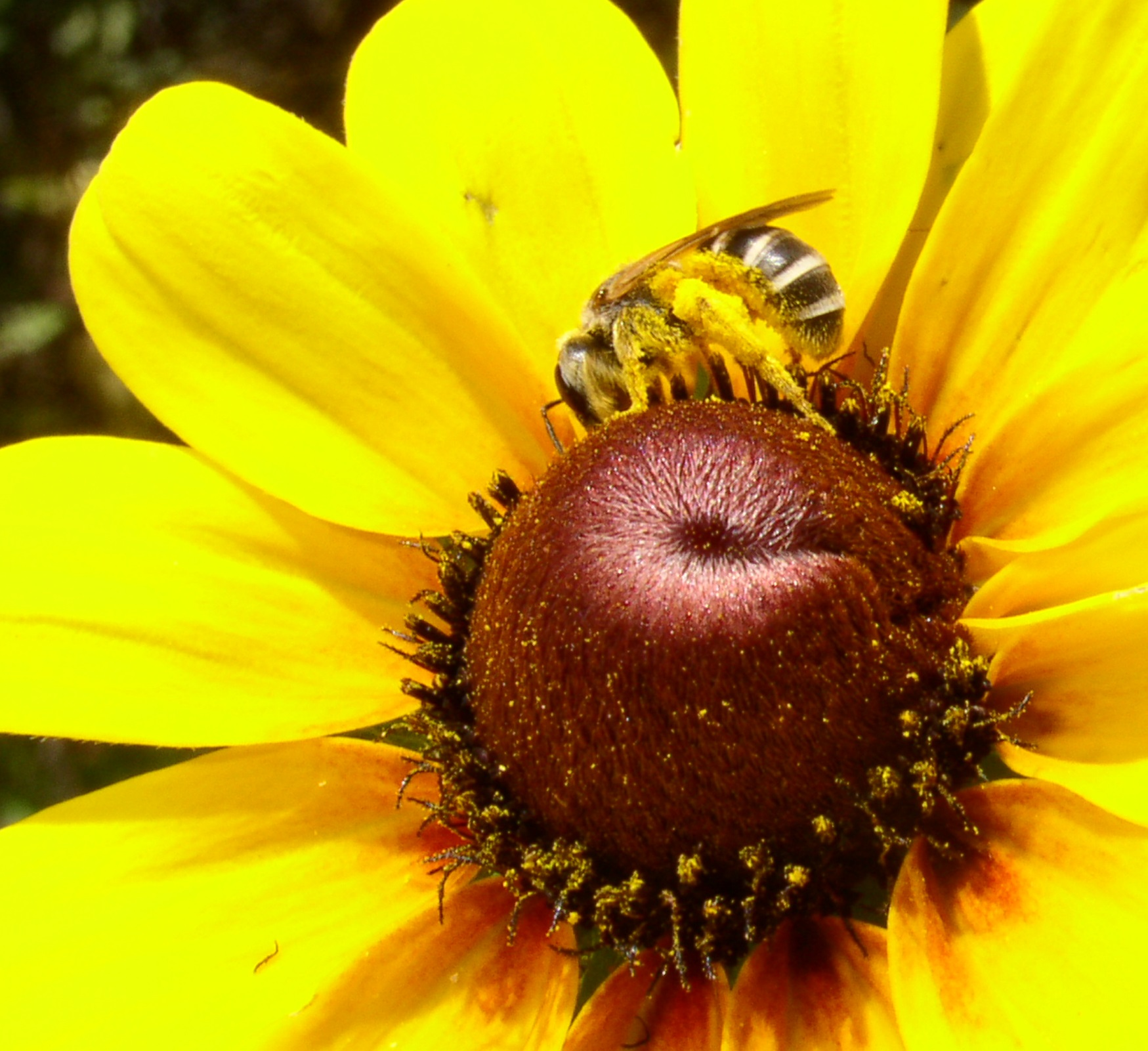
Abeja halíctida polinizando una flor. La polinización por insectos es una forma de mutualismo

## Tipos de interacciones biológicas
Las interacciones biológicas se clasifican en 6 principales:

### Competencia
Competencia es una interacción biológica entre dos seres vivos en la cual la aptitud o adecuación biológica de ambos es reducida. Ya sea porque por ataques físicos directos (competencia por interferencia) o indirectamente, porque compiten por un mismo recurso compartido (competencia por explotación); tal recurso puede ser alimento, agua, territorio, parejas, etc. Puede haber competencia intraespecífica cuando compiten organismos de la misma especie, o interespecífica cuando compiten organismos de diferente especie. Un ejemplo de competencia interespecífica es la Exclusión mutua – interacción en la que una especie excluye a la otra del mismo hábitat, y viceversa. Generalmente, la exclusión se realiza por alteración del hábitat común.
Un ejemplo de esto serían los robleros que sacan la lengua para atraer a las hembras y se pelean con los otros machos que intenten robarselas.

### Amensalismo
Amensalismo es la interacción que es perjudicial para una de las especies y neutral para la otra (ni perjudica ni beneficia su adecuación) incluye fenómenos como el aplastamiento accidental, la antibiosis accidental, la alelopatía accidental entre otros.

### Antagonismo
Es la interacción en la cual una especie se beneficia y otra es perjudicada incluye:
- Depredación es la interacción en la que una especie captura y se alimenta de otra. El predador normalmente es más grande que la presa.
- Herbivoría y todas sus formas pastoreo, folívoro o filófago, frugívoro, granívoro, etc.
- Parasitismo El parásito normalmente es más pequeño que el huésped.

### Neutralismo
Neutralismo es la interacción entre dos especies, donde ninguna de las dos resulta beneficiada o perjudicada.

### Comensalismo
Comensalismo es una interacción en la que una especie es beneficiada y neutral para la otra, algunos ejemplos incluyen:
- Inquilinismo, interacción similar al comensalismo en la que una especie se beneficia al ser albergada mientras que la otra no es beneficiada ni perjudicada.
- Facilitación es la interacción en la que al menos una de las especies se beneficia. Por ejemplo las plantas sombrilla del desierto facilitan la presencia de otras plantas que no toleran tanta radiación debajo de su sombra, estas plantas que crecen debajo no quitan recursos ni espacio a la planta nodriza ni viceversa.
- Epibiosis. Cuando un organismo consume de otro organismo sin perjudicarlo. Por ejemplo las algas que crecen el caparazón de las tortugas no perjudican ni benefician a la tortuga.
- Tanatocresis. Cuando un organismo se beneficia de un organismo muerto. Por ejemplo el cangrejo ermitaño que usa como protección el caparazón de un caracol marino muerto.
- Foresia. Cuando un organismo se beneficia al transportarse en otro organismo. Por ejemplo los ácaros que usan a sus hospederos como medios de transporte para llegar a otros lugares.
- Sintrofía. Cuando un organismo se beneficia de los desechos metabólicos de otro. Por ejemplo los tapetes microbianos que tienen rutas metabólicas acopladas y metabolitos en común que se reciclan.

### Mutualismo
Mutualismo es una interacción biológica, donde ambos individuos se benefician y mejoran su aptitud biológica. Puede ser obligado cuando ninguno de los dos organismos puede vivir sin el otro o facultativo cuando no se necesitan obligatoriamente para sobrevivir. El mutualismo incluye otros fenómenos como:
- Simbiosis, la relación entre dos o más especies, obligatoria a largo plazo, en las que todos o algunos de los simbiontes salen beneficiados, la simbiosis genera coevolución.
- Protocooperación, interacción en la cual dos organismos o poblaciones se benefician mutuamente, la relación no es esencial para la vida de ambos, ya que pueden vivir de forma separada. Se puede dar incluso entre organismos de diferentes reinos, como en el caso de flores y polinizadores o de ciertas plantas y sus micorrizas.

## Interacciones no tróficas

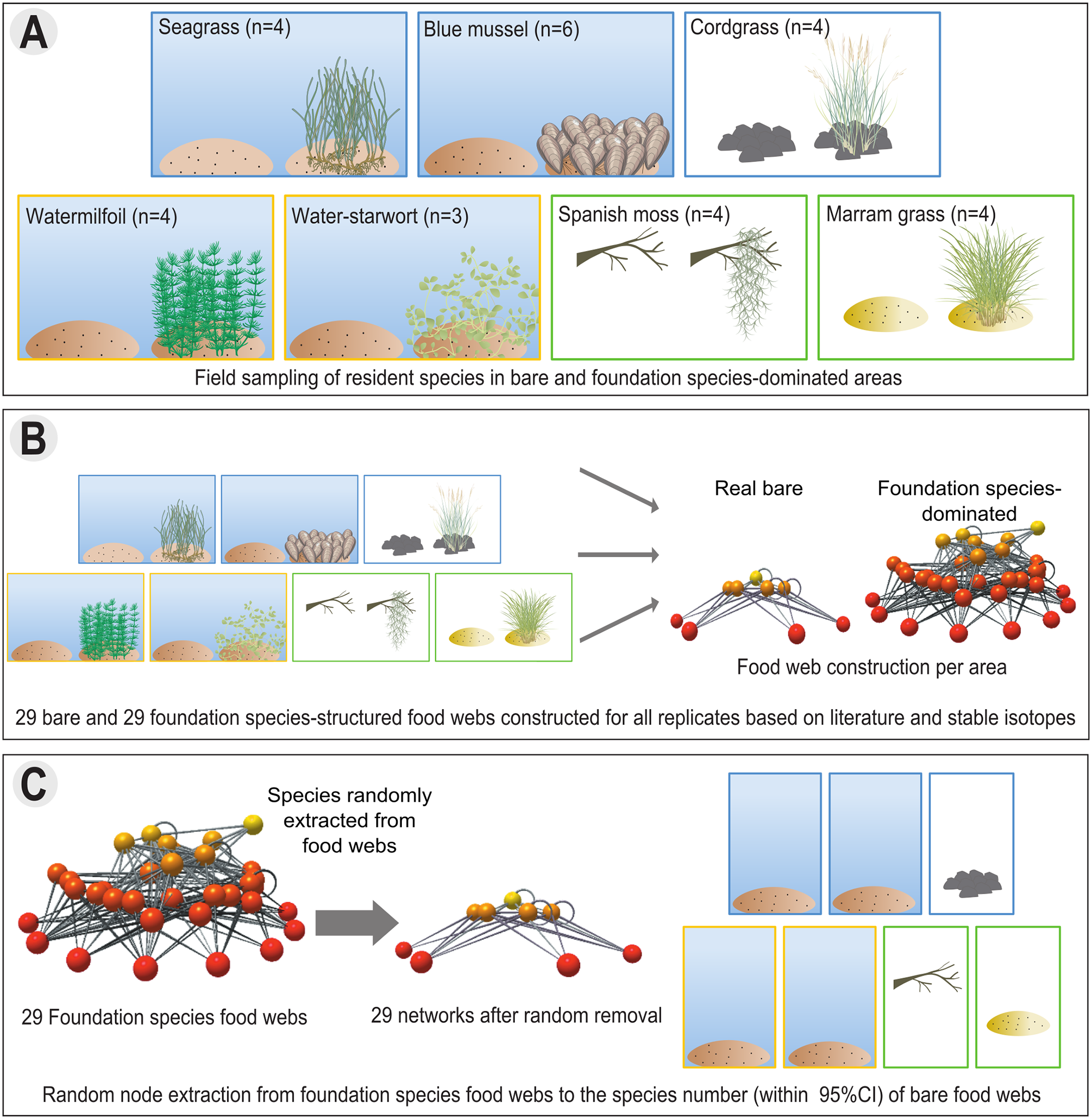
Las especies fundadoras mejoran la complejidad de la red alimentaria
En un estudio del 2018 de Borst et al..
(A) Se muestrearon siete ecosistemas con especies fundadoras: costeras (pradera marina, mejillón azul, Spartina), agua dulce (milenrama de agua, Callitriche stagnalis) y terrestres (musgo español, hierba marram).
(B) Se construyeron las redes alimenticias para áreas replicadas dominadas por especies fundadoras y desnudas
(C) De cada red alimentaria estructurada de especies básicas, se eliminaron nodos (especies) al azar hasta que el número de especies coincidió con el número de especies de las redes alimentarias desnudas.
----
Se descubrió que la presencia de especies fundadoras aumentaba fuertemente la complejidad de la red alimentaria, facilitando en particular las especies más altas en las cadenas alimentarias.

Algunos ejemplos de interacciones no tróficas (o sea no alimenticias) son la modificación del hábitat, el mutualismo y la competencia por el espacio. Recientemente se ha sugerido que las interacciones no tróficas pueden afectar indirectamente a la topología de la red trófica y a la dinámica trófica al afectar a las especies de la red y a la fuerza de los enlaces tróficos. Varios estudios teóricos recientes han hecho hincapié en la necesidad de integrar las interacciones tróficas y no tróficas en los análisis de redes ecológicas. Los pocos estudios empíricos que lo abordan sugieren que las estructuras de las redes alimentarias (topologías de las redes) pueden estar fuertemente influenciadas por las interacciones de las especies fuera de la red trófica. Sin embargo, estos estudios solo incluyen un número limitado de sistemas costeros, y sigue sin estar claro hasta qué punto pueden generalizarse estos resultados. Todavía no se ha resuelto si las interacciones no tróficas suelen afectar a especies, niveles tróficos o grupos funcionales específicos dentro de la red trófica o, por el contrario, median indiscriminadamente las especies y sus interacciones tróficas en toda la red. Algunos estudios sugieren que las especies sessile con niveles tróficos generalmente bajos parecen beneficiarse más que otras de la facilitación no trófica, mientras que otros estudios sugieren que la facilitación beneficia también a las especies de mayor nivel trófico y más móviles.
Un estudio de 2018 realizado por Borst et al. puso a prueba la hipótesis general de que las especies fundadoras -organismos estructuradores del hábitat espacialmente dominantes - modifican las redes tróficas aumentando su tamaño, indicado por el número de especies, y su complejidad, indicada por la densidad de eslabones, a través de la facilitación de especies, independientemente del tipo de ecosistema (véase el diagrama). Además, comprobaron que cualquier cambio en las propiedades de las redes tróficas causado por las especies fundadoras se produce a través de la facilitación aleatoria de las especies en toda la red trófica o a través de la facilitación dirigida de especies específicas que pertenecen a determinados nivel tróficos o grupos funcionales. Se descubrió que las especies de la base de la red trófica están menos facilitadas y los carnívoros están más facilitados en las redes tróficas de las especies fundadoras de lo que se predijo basándose en la facilitación aleatoria, lo que da lugar a un nivel trófico medio más alto y a una mayor longitud media de la cadena. Esto indica que las especies fundadoras aumentan fuertemente la complejidad de las redes alimentarias a través de la facilitación no trófica de las especies en toda la red trófica.
Aunque las especies fundadoras forman parte de la red trófica como cualquier otra especie (por ejemplo, como presa o depredador), numerosos estudios han demostrado que facilitan en gran medida la comunidad asociada al crear un nuevo hábitat y aliviar el estrés físico. Esta forma de facilitación no trófica por parte de las especies fundadoras se ha encontrado en una amplia gama de ecosistemas y condiciones ambientales. En las zonas costeras más duras, los corales, los quelpos, los mejillones, las ostras, las hierbas marinas, los manglares y las plantas de las marismas facilitan a los organismos la atenuación de las corrientes y las olas, proporcionando una estructura sobre el suelo para el refugio y la fijación, concentrando los nutrientes y/o reduciendo el estrés por desecación durante la exposición a la marea baja. En sistemas más benignos, también se ha descubierto que las especies de base, como los árboles de los bosques, los arbustos y las hierbas de las sabanas, y las macrófitas en los sistemas de agua dulce, desempeñan una importante función de estructuración del hábitat. En última instancia, todas las especies fundadoras aumentan la complejidad y la disponibilidad del hábitat, dividiendo y mejorando así el espacio de nicho disponible para otras especies.